# Zygophyseter varolai
Zygophyseter varolai es un cetáceo odontoceto extinto, ubicado dentro de la misma familia del cachalote (Physeteridae).  El nombre común cachalote asesino, se refiere tanto a su relación con los cachalotes modernos como a su similitud en tamaño y probablemente a una adaptación alimenticia similar a la especie actual Orcinus orca.
Según la descripción de Zygophyseter varolai, publicada en 2006, es la única especie en el género Zygophyseter. Esta se basó en un esqueleto fósil casi completo, el cual data de la época del Tortoniense en el Mioceno Superior del sudeste de Italia. Z. varolai tenía un proceso cigomático muy largo, probablemente para albergar el órgano del espermaceti. Tenía un cuerpo de gran tamaño, con grandes dientes presentes en ambas mandíbulas, haciéndolo capaz de comer grandes presas.

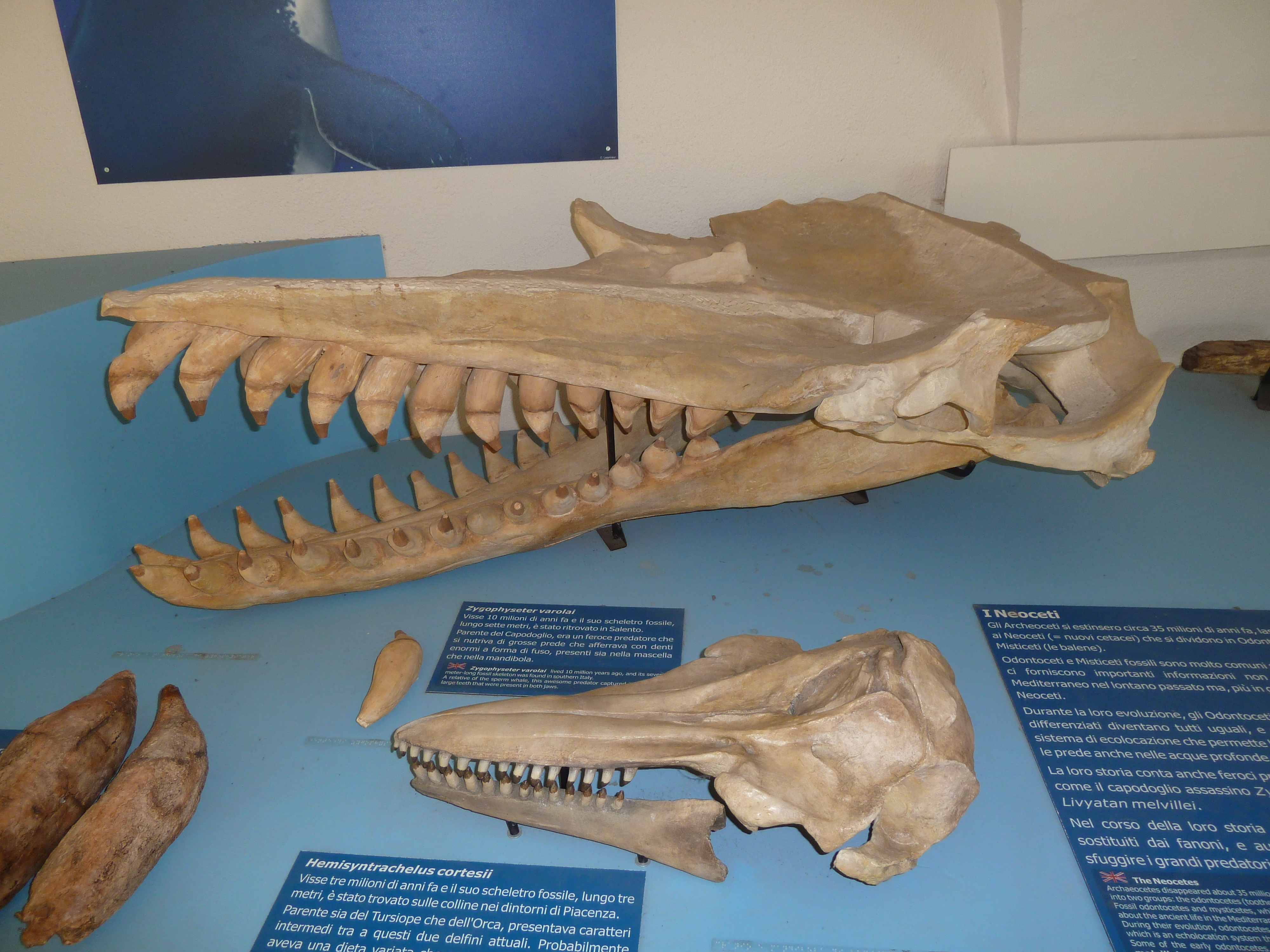